# Gabriel Marin
Claudiu Gabriel Marin (født 23. august 1972 i Munteni, Rumænien) er en rumænsk tidligere roer.
Marin vandt en sølvmedalje ved OL 1992 i Barcelona, som del af den rumænske otter. Det er den hidtil eneste rumænske OL-medalje i otter på herresiden. I finalen blev rumænerne besejret ganske knebent af Canada, der vandt guld. Tyskland tog bronzemedaljerne. Resten af besætningen i den rumænske båd bestod af Iulică Ruican, Viorel Talapan, Vasile Năstase, Dănuț Dobre, Valentin Robu, Vasile Măstăcan, Ioan Vizitiu og styrmand Marin Gheorghe. Han deltog også ved OL 1996 i Atlanta, hvor han stillede op i både otter og firer med styrmand.
Marin vandt desuden en VM-guldmedalje i firer med styrmand ved VM 1996 i Skotland.

## OL-medaljer
- 1992:  Sølv i otter